# Edith Medina

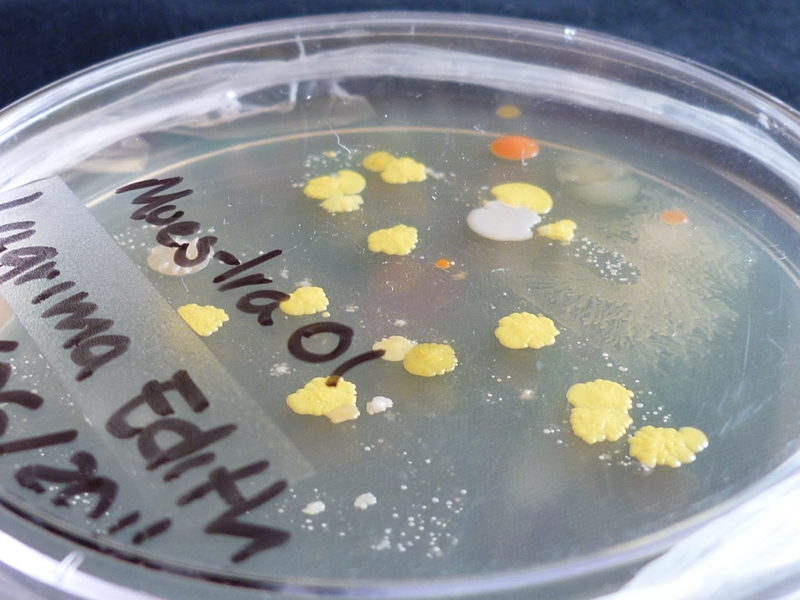
Cultivo de lágrimas

Edith Medina (Ciudad de México, 13 de junio de 1979) es investigadora, curadora, artista y docente de temas vinculados a diversos campos de la relación arte-ciencia-sociedad. Pionera en el campo del bioarte en México. Su trabajo se desarrolla a partir de procesos biológicos tomando al cuerpo como entidad orgánica sujeta a construcciones sociales, sus temáticas involucran tópicos vinculados a lo social, íntimo y emocional. Hace uso del proceso como catalizador ya sea a partir de experimentos y experiencias en las que la ciencia y la biología juegan un papel importante. Se especializa en la disciplina de bioarte (biotecnología y arte) y la relación humano-máquina en el contexto social de las tecnologías en América Latina. Asimismo realiza investigaciones acerca del cuerpo, su relación con la tecnociencia y sobre educación y nuevas tecnologías.
Actualmente es Directora Creativa del primer estudio en México que bajo la filosofía: Innovación-Tecnología-Tradición, "Biology Studio" el cual combina la biología, el diseño y conocimiento ancestral, con lo cual se apoya para desarrollar proyectos, objetos y diseños que comprometen diversas disciplinas desde naturalismo, arte, diseño y ciencia.
Sus curadurias han involucrado artistas y científicos de la talla de Stelarc, Kira O'Reilly, Paul Vanouse, Lorena Wolffer, Arcángel Constantini, Kevin Warwick entre otros, ha impartido laboratorios y seminarios sobre arte y nuevas tecnologías, así como de arte y biología en México, España y América Latina.
En dos ocasiones ha sido becada por el Programa de Apoyo a la Producción e Investigación en Arte y Medios (2010-2014) del Centro Multimedia del Centro Nacional de las Artes en México, en el área de investigación. Fundó Regiones en Expansión en 2012: Plataforma de Investigación y Educación en Arte, Ciencia y Cultura Digital.

## Performance (Acciones)
Sus performances se caracterizan por explorar los cruces de la imagen, el cuerpo y los medios de comunicación, estructurando piezas sobre la identidad, género, cuerpo extendidos y el rol de los individuos en su contexto. Asimismo su obra se fundamenta en el uso de la intermedia y el media art, utilizando al bioarte como elemento de investigación y teoría para sus piezas.

## Obra (selección)

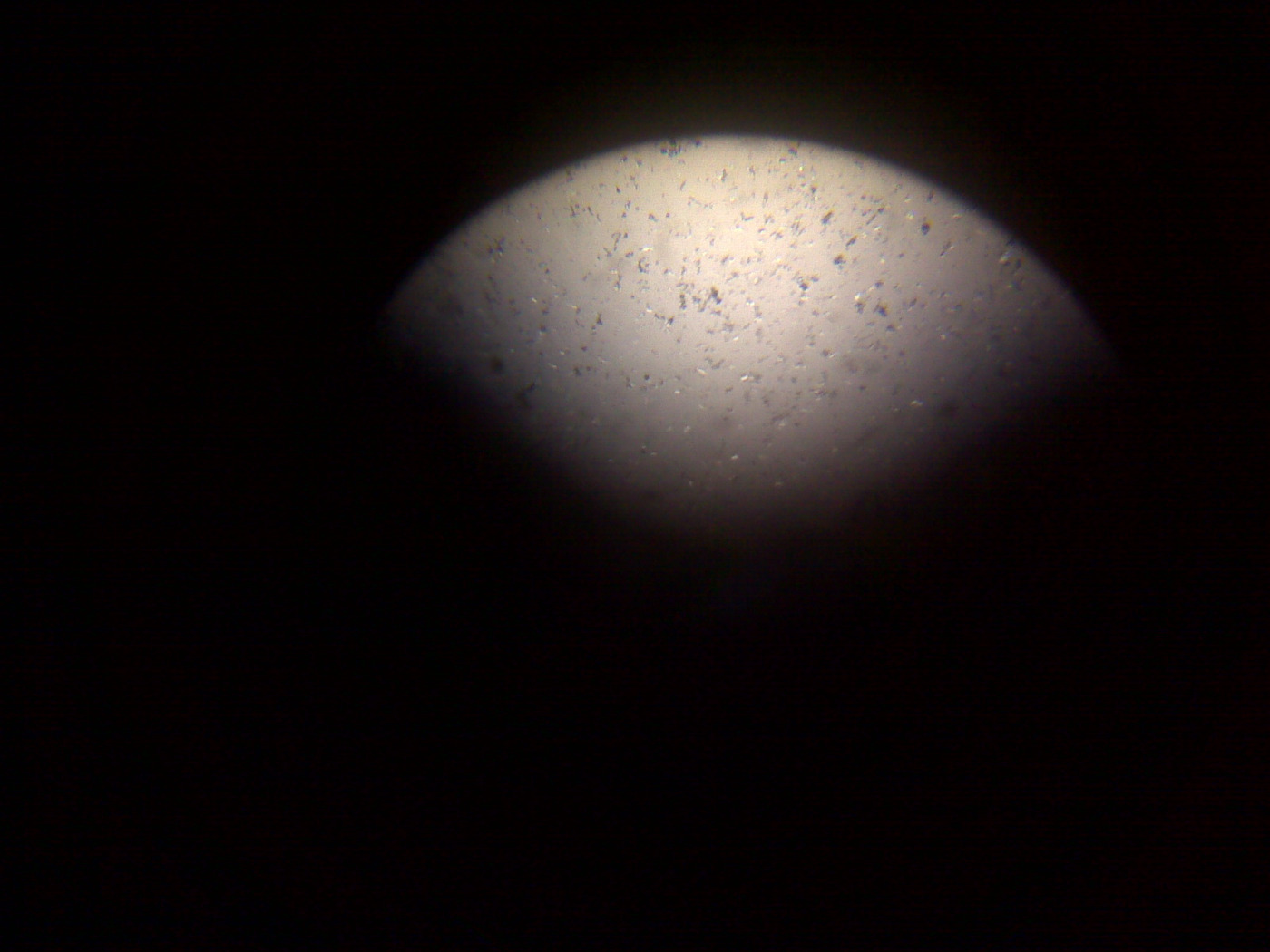
Yo dormiré en el polvo...

2015. "Descomposición Controlada" Benetton. Venecia.
2013. "A lágrima Viva". Festival Internacional de Artes Electrónicas y Video TransitioMX (México DF)
2011. "Cultivándose". Museo de Arte Carrillo Gil, México D.F.
2009. Untitled 18". Centro Cultural de España, San Salvador, República de El Salvador.
2005. A la mesa, pieza multimedia con sincronización videográfica. Museo Universitario del Chopo. México.
Untitled 911. Facultad de Artes Visuales, Universidad Autónoma del Estado de México en el marco del Tercer Encuentro Nacional de Performagia. Toluca, México.
2003. Erotic Goman. Ex Teresa Arte Actual 2003, en el marco del Día Internacional de los Museos. México DF.

## Curadurías (selección)
2014. "Manifiesto" Ex Teresa Arte Actual, México D.F.
2010. XIV Muestra Internacional de Performance "Miradas Transversales: Políticas del Cuerpo" Museo Ex Teresa Arte Actual, México.
2010. Tercera Bienal de Artes Visuales. Mujeres en las Artes. Tegucigalpa, Honduras.
2010. Broken: Reflejos íntimos (enlace roto disponible en Internet Archive; véase el historial, la primera versión y la última). (colectiva). Ex Teresa Arte Actual, México D.F.
2009. Primera Convocatoria de Arte Acción. Centro Cultural de España. San Salvador, República de El Salvador. (jurado de selección)
2008. XIII Muestra Internacional de Performance "Accidentes Controlados: Cuerpo y Ciencia", Ex Teresa Arte Actual. México.
2008. Primera Convocatoria de Videoperformance. Ex Teresa Arte Actual. México

## Publicaciones
Hair Highway: Los insumos humanos como recursos naturales/ Biology Studio.
La industria Biológica de la moda/ Flesh Magazine.
Biodiseño, Biomoda y Biofabricación/ Alternativas Revista Cultural.
Cuerpo Inminente: El Diseño Especulativo de Daniela Toledo/ Revista Rockets.
Moda Digital/ Revista Código: Especial de Moda.
Escenarios imaginados: el futuro de la fabricación biológica y comestible de textiles/ Cultura Colectiva.
Vivir eternamente: Las redes sociales como rituales contemporáneos/ Cultura colectiva.
Catalytic clothing: La ropa como proceso de activación bioquímica/ Cultura colectiva.
Market Genético/ Cultura Colectiva.
Estéticas Diversas: Una introducción a la estética biológica y la iconografía científico- artística en el Bioarte.
Bioarte: Una nueva fórmula de expresión artística/ Revista Digital de la UNAM.
Fragmentaciones Sonoras/ Revista Digital de la UNAM.

## Talleres
Textil Bacterial.
Materiales Especulativos.
Genealogía de una lágrima.